# Championnat d'Andorre de football 2023-2024
Navigation
Saison 2022-2023 Saison 2024-2025
La saison 2023-2024 de Primera Divisió ou Lliga Multisegur Assegurances est la vingt-neuvième édition du championnat andorran de football, le plus haut niveau du football andorran organisé par la Fédération d'Andorre de football.
Le championnat passe cette saison à 10 équipes qui se rencontrent trois fois pour un total de 27 matchs.
À l'issue de la saison, le champion se qualifie pour le premier tour de qualification de la Ligue des champions 2024-2025. Le vainqueur de la Coupe de la Constitution et le deuxième se qualifient pour le premier tour de qualification de la Ligue Conférence 2024-2025.
L'UE Santa Coloma remporte le premier titre de son histoire à l'issue de la saison, ainsi que la Copa Constitució réalisant ainsi le doublé national.

## Équipes participantes
- Atlètic Club d'Escaldes
- Inter Club d'Escaldes
- FC Ordino
- Penya Encarnada
- FC Santa Coloma
- UE Santa Coloma
- CF Atlètic Amèrica - promu de D2
- CE Carroi - promu de D2
- CF Esperança d'Andorra - promu de D2
- FC Pas de la Casa - promu de D2

## Compétition

### Format
Les dix équipes participant au championnat s'affrontent à trois reprises pour un total de vingt-sept matchs chacune. Tous les matchs sont joués au Centre d'Entraînement de la FAF 1.

### Classement
Le classement est établi sur le barème de points classique (victoire à 3 points, match nul à 1, défaite à 0). Pour départager les égalités, on tient d'abord compte des confrontations directes (résultats, puis différence de buts, puis nombre de buts marqués), ensuite, si l'égalité persiste, on prend en compte la différence de buts générale, puis du nombre de buts marqués, puis  et enfin si la qualification ou la relégation est en jeu, les deux équipes jouent une rencontre d'appui sur terrain neutre.
| Rang | Équipe                   | Pts | J  | G  | N | P  | Bp | Bc | Diff |
| ---- | ------------------------ | --- | -- | -- | - | -- | -- | -- | ---- |
| 1    | UE Santa Coloma C        | 66  | 27 | 20 | 6 | 1  | 57 | 12 | +45  |
| 2    | Inter Club d'Escaldes S  | 63  | 27 | 20 | 3 | 4  | 66 | 16 | +50  |
| 3    | Atlètic Club d'EscaldesT | 60  | 27 | 19 | 3 | 5  | 71 | 21 | +50  |
| 4    | FC Santa Coloma          | 59  | 27 | 19 | 2 | 6  | 64 | 23 | +41  |
| 5    | Penya Encarnada          | 44  | 27 | 13 | 5 | 9  | 45 | 34 | +11  |
| 6    | FC Ordino                | 36  | 27 | 10 | 6 | 11 | 33 | 29 | +4   |
| 7    | FC Pas de la Casa P      | 18  | 27 | 3  | 9 | 15 | 24 | 46 | -22  |
| 8    | CF Esperança d'Andorra P | 14  | 27 | 4  | 2 | 21 | 27 | 81 | -54  |
| 9    | CE Carroi P              | 13  | 27 | 3  | 4 | 20 | 19 | 77 | -58  |
| 10   | CF Atlètic Amèrica P     | 11  | 27 | 3  | 2 | 22 | 22 | 89 | -67  |

Qualifications européennes
Ligue des champions 2024-2025
- 1er : 1er tour de qualification

Ligue Conférence 2024-2025
- 2e et 3e : 1er tour de qualification

Relégation en Segona Divisió 2024-2025
- 9e : barrages de relégation
- 10e : relégation

Abréviations
- Atlètic Club d'Escaldes est qualifié pour la Ligue Conférence 2024-2025, le vainqueur de la Copa Constitució, UE Santa Coloma, étant déjà qualifié pour la Ligue des champions 2024-2025

### Barrage de promotion-relégation
À la fin de la saison, l'avant-dernier de Primera Divisió affronte la deuxième meilleure équipe de Segona Divisió pour tenter de se maintenir.
| Équipe 1         | Résultat | Équipe 2       | Aller | Retour |
| ---------------- | -------- | -------------- | ----- | ------ |
| FC Rànger's (D2) | 2 - 1    | CE Carroi (D1) | 0 - 1 | 2 - 0  |

Légende des couleurs
- Promotion en première division.
- Relégation en deuxième division.

## Bilan de la saison
| Championnat d'Andorre de football 2023-2024 |                                         |
| Champion                                    | Unio Esportiva Santa Coloma (1er titre) |
| Dauphin                                     | Inter Club d'Escaldes                   |
| Coupes et trophées                          |                                         |
| Vainqueur de la Coupe d'Andorre 2023-2024   | Unio Esportiva Santa Coloma             |
| Qualifications continentales                |                                         |
| Ligue des champions 2024-2025               | Unio Esportiva Santa Coloma             |
| Ligue Conférence 2024-2025                  | Inter Club d'Escaldes                   |
| Ligue Conférence 2024-2025                  | Atlètic Club d'Escaldes                 |
| Promotions et relégations                   |                                         |
| Promus en Primera Divisió                   | FS La Massana                           |
| Promus en Primera Divisió                   | FC Rànger's                             |
| Relégués en Segona Divisió                  | CF Atlètic Amèrica                      |
| Relégués en Segona Divisió                  | CE Carroi                               |